# Михайло Дмитрович
Михайло Дмитрович (не пізніше 1223 — ?) — Великий князь чернігівський, кінця XIII-початку XIV століть. У такій якості згаданий у Любецькому синодику. Його ймовірний батько в синодику записаний як Дмитро, князь чернігівський, убитий татарами і зазвичай ототожнюється з безіменним сином Мстислава Святославича, який загинув разом із батьком у першій битві з монголами на р. Калці (1223).
Дослідники вважають, що родоводи карачевських (а також новосільських та таруських) князів відтворюють не всі покоління і при цьому всі виводяться від Михайла Чернігівського (нар. 1179). Зокрема, Баумгартен припустив, що батьком Мстислава Михайловича Карачевського міг бути інший Михайло.
Попередник Михайла на чернігівському престолі Леонтій, княжив на рубежі 1280-90-х років, після чого брянський престол вважається таким, що за підтримки Орди перейшов до смоленських князів. Чернігів залишився за Ольговичами, і Михайло, зважаючи на все, був першим після 1263 року чернігівським, але при цьому не брянським князем. У деяких Житіях зустрічаються відомості, що Олег Романович, з яким часто ототожнюється Леонтій, пішовши в монастир, залишив престол братові Михайлу, при тому, що рідний брат Олега Михайло Романович, як вважається, помер ще на початку 1270-х років.
Беспалов Р. А. вважає Михайла Дмитровича чернігівським князем відразу після Михайла Святого (з 1246), вважаючи, що вже всі його дядьки померли (одним з яких був Всеволод Ярополкович).